# Družina Haumea
Družina Haumea je edina najdena čezneptunska družina trka (kolizijska družina). To pomeni, da je to skupina čezneptunskih teles, ki imajo podobne elemente tirnicin podobne spektre. Skupina je nastala ob trku prvotnega (starševskega) telesa z neznanim drugim telesom. Ob trku je nastalo večje število manjših teles. 

## Opis družine
Pritlikavi planet Haumea (začasna oznaka je bila  2003 EL61) je največji član družine. Drugi ćlani so še naravni sateliti Haumee in telesa iz Kuiperjevega pasu (55636) 2002 TX300, (24835) 1995 SM55, (19308) 1996 TO66,  (120178) 2003 OP32, (145453) 2005 RR43, 2003 UZ117 in 2005 CB79. Prvih pet teles ima premer med 500 in 700 km in bi jih tako lahko imeli za samostojne pritlikave planete. Za vsa telesa družine pa velja, da so bila pri trku izvržena s hitrostjo pod 150 m/s.
Razpršenost lastnih elementov tira (5 % v velikih poloseh, 1,4° pri naklonih tira in 0,08 pri izsrednostih) je zelo majhna. Na diagramu na desni strani so prikazani elementi tira za družino asteroida Haumea (v zeleni barvi) v primerjavi z drugini čezneptunskimi telesi.
Prvotno  telo je verjetno imelo premer okoli 1660 km, gostoto okoli 2,0 g/cm3 (podobno kot Pluton in Erida). Pri trku je Haumea izgubila okoli 20 % mase (v glavnem vode) in je postal v povprečju gostejši.
Za člane družine je značilna nevtralna barva z močnimi absorbcijskimi črtami pri valovnih dolžinah 1,5 in 2,0 μ m, kar je značilno za vodni led .

## Nastanek družine
Trenutne tirnice članov družine ne kažejo, da bi nastanek družine povzročil velik trk teles. Če bi hoteli pojasniti sedanjo razpršenost, bi moralo telo pred trkom imeti hitrost okoli 400 m/s. Takšna hitrost pa bi izvržena telesa razpršila še dalje. To velja samo za asteroid Haumea, za ostale člane družine bi bila dovolj začetna hitrost okoli 140 m/s. Verjetno se je po trku zelo spremenila tirnica Haumee. Haumea ima kaotično tirnico, ki je blizu resonanci 7 : 12 z Neptunom. To pa bi lahko povečalo izsrednost Haumee na sedanjo vrednost. V začetku nastajanja Osončja je verjetno to področje vsebovali veliko več teles, kot pa danes. Takrat je bila tudi veliko večja verjetnost za medsebojne trke teles. 
Družina Haumea bi lahko nastala tudi v razršenem disku. Kuiperjev pas sedaj vsebuje tako malo teles, da je verjetnost, da bi v času obstoja Sončevega sistema prišlo do takšega trka, samo 0,1%. V gostejšem Kuiperjavem pasu pa tudi ne bi mogla nastati družina, ker bi nanjo toliko vplival Neptun, da se bi skupina hitro razpršila. To pomeni, da je verjetni kraj nastanka družine razpršeni disk. 
Verjetno je potrebna milijarda let, da se bi družina tako razpršila kot je razpršena danes. Zaradi tega je družina nastala že v začetku nastanka Sončevega sistema . 
To je v nasprotju z odkritjem, da je površina članov zelo svetla. Izgleda kot, da se v zadnjih 100 milijonih let površina prekrila s svžim ledom. V milijardi let bi površina morala postati bolj rdeča oziroma temna. Tega pojava ne zanjo pojasniti.